# البساتين (حي)
البساتين هو حى يقع بالمنطقة الجنوبية، في محافظة القاهرة في مصر، تجاوره عدة أحياء هامة هي المعادي ودار السلام والخليفة. ويشمل هذا الحى عدة أماكن سكنية تنسب أغربيتها إلى حي المعادي ، مثل المعادي الجديدة و جز كبير من زهراء المعادي ، وهو من الأحياء الجيدة حيث يتميز بكثافة سكانية قليلة و سيادة النظام ، ولكنه يُختزل في أذهان الكثير من الناس في الجزء الشعبي منه الأ وهو البساتين الغربية والتي تعرف بالبساتين، بالرغم من أنها لا تمثل الأغلبية ، وتقع رئاسة حي البساتين في شارع شركة المعادي ، والذي يعرف بشارع الحي والذي يقع في المعادي الجديدة.

## تسمية
سميت البساتين بهذا نظراً لطبيعتها السابقة حيث كانت تسمى في عصر المماليك (بساتين السلطان) وكانت عبارة عن مساحة ضخمة من الأراضى الزراعية التي تنتج كافة أنواع الخضروات والفواكه، وبمرو الزمن سقط اسم بساتين السلطان وتحول الاسم إلى البساتين فقط.

## تاريخ
البساتين هي منطقة شعبية ريفية في الاصل بجنوب القاهرة، ملاصقة لحى للمعادي من الشمال وحي الخليفة من الجنوب وحي دار السلام من الشرق والمقطم من الغرب، ويعتبر حي البساتين ودار السلام من أكثر أحياء القاهرة ازدحاماً.
سميت البساتين بهذا نظراً لطبيعتها السابقة حيث كانت تسمى في عصر المماليك (بساتين السلطان) وكانت عبارة عن مساحة ضخمة من الأراضى الزراعية التي تنتج كافة أنواع الخضروات والفواكه، وبمرو الزمن سقط اسم بساتين السلطان وتحول الاسم إلى البساتين فقط، وتلك المنطقة ظلت على سماتها الزراعية إلى عهد ليس بالبعيد إلى أن حدثت زيادة سكانية كبيرة في المنطقة سببها هجرة العديد من الأسر للإقامة في البساتين مما أدى إلى تقلص الرقعة الزراعية وازدياد المبانى العشوائية مع قلة المبانى وسوء البنية التحتية هذا بالإضافة إلى قيام الدولة ببناء العديد من المساكن الشعبية في بعض المناطق الصحراوية بالبساتين مما أدى إلى تغيير في التركيبة السكانية للبساتين بدخول أسر من مناطق عشوائية تم تهجيرهم منها لقربها من بعض المناطق الراقية.. ورغم أن الدولة قد اقامت تلك المساكن بشكل مناسب إلى حد ما.. إلا أن هؤلاء السكان قد حولوا هذه المساكن إلى عشوائيات تضارع العشوائيات التي كانوا يعيشون فيه سابقا وقاموا بالبناء حول هذه المساكن على اراضى الدولة على مرأى من حى البساتين ودار السلام دون أن يتحرك أي من المسئولين لمنع الاعتداء على اراضى الدولة بالبناء الغير مرخص والبيع أيضا -
حيث كانت المنطقة عبارة عن حقول وبساتين جنوب العاصمة، وقد كانت البساتين تعتبر حتى أواخر الستينيات من المناطق الريفية القليلة بالقاهرة، وكانت تعرف بريف القاهرة وكان يقطنها مجموعة صغيرة من العائلات التي تواجدت في تلك البقعة منذ زمن بعيد.
كانت معظم عائلات البساتين تعمل في الزراعة والفلاحة، والبعض الآخر يعمل في مجال البناء والمحاجر وقطع أحجار البناء من الجبال المحيطة بالمنطقة كالمقطم وعين الصيرة وطرة وحلوان، وعائلات قليلة أخرى كانت تعمل في مجال البناء والتشييد.
كانت البساتين تدار محليا بنظام «العمودية» حيث كان لها عمدة معين، وفي نهاية الخمسينات تم إلغاء نظام العمودية من البساتين، وتم إنشاء نقطة شرطة البساتين التي كانت تتبع قسم الخليفة ثم انتقلت تبعيتها لقسم المعادي ثم تحولت بعد ذلك إلى قسم شرطة مستقل هو «قسم شرطة البساتين». وقد كانت «العمودية» في فتراتها الأخيرة محصورة في عائلة الشيخ وأبو عوف والمطري، وكان آخرهم عبد المجيد الشيخ وسبقه عثمان مصطفى الشيخ في النصف الثاني من القرن الثامن عشر (1880 - 1900).
و في بداية السبعينات بدأ تحول في التركيبة السكانية للبساتين وتغيير في طبيعة الأرض بعد نزوح أعداد كبيرة للإقامة في المنطقة، حيث صاحب ذلك موجة من البناء على الأراضي الزراعية التي اختفت تماما الآن. وقد انتقل عدد غير قليل من أبناء العائلات الأصليين إلى السكن في مناطق أخرى قريبة من ذويهم مثل منطقة المعادي.

## اقتصاد
تشتهر البساتين بصناعة مواد البناء من الأحجار والرخام والجرانيت وبناء الحجر الفرعونى. ويوجد على اطرافها أكبر سوق للاحجار الطبيعية المصنعة (الرخام - الميكا - الجرانيت - الهشمة بانواعها) وهي سوق رائجة لهذه النوعية من الاحجار المصنعة والتي تشبه احجار والدفايات الموزييك.

### المنطقة الصناعية
من المناطق الصناعية الهامة بالقاهرة حيث تجمع كثير من الصناعات المتوسطة والصغيرة الحجم التي تجمعت في الشمال الغربي للبساتين منذ اواخر الستينات أو أوائل السبعينات.

## شياخات
يتبع قسم البساتين المناطق السكنية وهي؛
- البساتين غرب.
- البساتين شرق.
- عزبة دسوق
- بير أم سلطان.
- مدينة الوحدة.
- منشية السادات.
- عزبة نافع القبلية.

حتى شارع 77 التابع للمعادي كذلك عزبة نافع البحرية والتي هي حالياً بمسمى منشية السادات وحدائق المعادي كما يتبع قسم البساتين منطقة فايدة كامل ومنشية جبريل وعزبة جبريل وعرب المعادي وعزبة النصر (ترب اليهود)وأرض البصري وعزبة الورد، كما تضم الشطر العاشر من المعادي الجديدة، هذا بالإضافة إلى منظقة الملأة من دار السلام وجزء من جزيرة دار السلام.

## معالم

### سور القاهرة
يلتف سور القاهرة القديم بالبساتين من ناحية الغرب نهاية منطقة المدافن بير أم سلطان والمنطقة الصناعية، وما زالت بقايا السور قائمة حتى الآن، لكن بقايا السور ناحية البساتين لا تلقى الأهمية التي يستحقها هذا الأثر التاريخي، فهذا الجزء من سور القاهرة المتواجد بالبساتين مهمل ويكاد يكون منسيا ولم تطله أيدي الترميم أو الإصلاح شأن الآثار الأخرى.

### مساجد
مسجد العسكري هو من مساجد البساتين المعروفة وتضم البساتين القديمة مجموعة مساجد لها تاريخ مثل مسجد محى الدين بن عربى ومسجد الشيخ مفتاح والمسجد الشرقي والمسجد الغربي الذي يعتبر من أقدم المساجد في البساتين حيث تم إنشائة في العصر الفاطمي وقد تم تجديدة في عام 2005 بتبرعات أهالى البساتين، وقد أخذ المسجد محافظا على تراثة المعمارى تحت أشراف وتصميم عدد من مهندسى البساتين ومسجد الشيخ طيار ومسجد الجمعية الشرعية ومسجد علي بن أبي طالب..
كما تضم البساتين مسجدا بني على الطراز العثماني وهو مسجد سلامة الذي يعتبر مستوحى من المساجد العثمانية ومسجد محمد علي بالقلعة، أو في نقوشه وزخارفه الداخلية المحفورة بدقة على حجارة الحوائط والمرسومة بمهارة على القباب والاسقف.
كما يوجد أيضا أقدم مساجد البساتين مسجد مهران تم بناءه عام 1965.

### مقابر اليهود
تسمى محليا في العامية «ترب اليهود»، وتضم رفات اليهود المقيمين بمصر قبل هجراتهم الجماعية من مصر، وتقع في الجهة الشرقية من (البساتين)، وقد امتلأت هذة المنطقة بسكنى المقابر حيث قامت على أطلال هذه المقابر منطقة تسمى عزبة النصر وأصبحت تشمل المنطقة السكنية المتاخمة للمنطقة الباقية من مقابر اليهود ويوجد بالمنطقة مجمع مدارس الفسطاط وعدد من المساجد، ويحدها من الجنوب طريق الكوبرى الدائرى ومن الشرق طريق الاوتوستراد، ومن الشمال شركة المدابغ للجلود، ومن الغرب سوق السيارات، ، الجزء الباقى من مقابر اليهود يمثل «أقل من 30 %» من المقابر التي كانت موجودة قبل عام 1970، والجزء الأكبر من هذه المقابر قام الأهالي الوافدين من خارج القاهرة بالإقامة بها، ومع الوقت تغيرت معالمها وامتدت المبانى العشوائية من كل جانب وسميت المنطقة بهذا الاسم (ترب اليهود) أو عزبة النصر، بالإضافة إلى مناطق شاسعة تم إقامة عمائر من جانب «شركة المعادى للتنمية والتعمير» الحكومية وذلك بتخصيص حكومى للبناء على هذه المنطقة وغيرها من منطقة البساتين المعادي الجديدة والمعادي بالإضافة إلى أجزاء أخرى قامت المحافظة ببنائها مما حدا بالجمعية اليهودية بإقامة العديد من الدعاوى القضائية طلبا للتعويض عما تم الاستيلاء عليه من أراضى ترب اليهود. هذا وقد أقيمت أيضا على هذه الأراضى بعض من ورش الرخام الصغيرة التي تعمل في تصنيع المنتجات الرخامية الصغيرة التي تعتمد في صناعتها على الرخام الذي يرد إليها من منطقة «شق الثعبان» المشهورة بمصانع الرخام العملاقة والتي انشأها أهالى البساتين وغيرهم من محترفى هذه الصناعة، وتمثل صناعة الجرانيت والرخام مصدرا أساسيا للدخل القومي نتيجة لكونها من الصناعات التصديرية، فضلا عن كونها من الصناعات كثيفة التشغيل من حيث عدد أو حجم الايدي العاملة.

### بئر أم سلطان
يعتبر أثر، ومنطقة بير أم سلطان من المناطق المعروفة بحى البساتين، وأصل الاسم (بئر أم السلطان) نسبة إلى أحد الابار التي حفرتها أم أحد سلاطين مصر من المماليك كي تكون مصدرا نقيا للشرب في تلك البقعة الصحراوية في ذلك الوقت.
وورد في بعض كتب التاريخ ان البئر أنشأة السلطان أحمد بن طولون لإمداد مسجدة بالمياه، لأن المسجد مفام علي تبه من الحجر الجيري لحمايتة من الحريق، كما حدث لعدد من المساجد في الفسطاط ومدينة العسكر،

## وصلات خارجية
الموقع الرسمي لحي البساتين